# Clara Wæver
Clara Marie Wæver (7. april 1855 i Stubbekøbing – 18. august 1930 i København) var en dansk tekstilkunstner.
Clara Wævers slægtsnavn nedstammede fra tidligere generationer af vævere. Selv kom hun til at være produktiv indenfor broderikunsten. Hun lærte at brodere på Betzy Jacobsens pigeskole samtidig med at hun havde job i en broderiforretning. Allerede i 1890 fik hun og søsteren tilladelse til at drive detailhandel og udviklede en virksomhed som blev kendt i hele Norden for sine specielle korsstingsmønstre med naturmotiver i højsædet og en omfattende uddannelsessvirksomhed.
Claras søster Augusta tog sig af forretningen mens Clara var ansvarlig for undervisningsdelen.
Clara Wæver blev synonym med alle de mønstre som blev solgt i butikken, og søstrenes virksomhed blev et begreb i så voldsom en grad, at det, når navnet nævnes, ikke altid vides om det er personen eller forretningen der er tale om.
Familien Rosenstand overtog efterhånden forretningen, men erstattede i 1990'erne de tidligere bomuldsgarner, som var så typiske for Clara Wævers mønstre, med de glinsende moulinégarner.
Hun er begravet på Vestre Kirkegård.